# Wie Teddy zu einer Frau kam
Wie Teddy zu einer Frau kam ist eine deutsche Filmkomödie von 1916 innerhalb der Stummfilmreihe Teddy. Hauptdarsteller ist Paul Heidemann.

## Handlung
Teddy geht auf eine Kneippkur der Liebe wegen.

## Hintergrund
Produziert wurde der Film von der Eiko Film GmbH Berlin. Er hatte eine Länge von drei Akten und lag der Behörde im September 1916 zur Zensurierung vor. Von der Polizei Berlin wurde er mit einem Jugendverbot belegt (Nr. 39798). Die Uraufführung fand in den 'Lichtspielen Mozartsaal' Berlin im September 1916 statt.
Eine Aufführung ist belegt für das Tonbild-Theater-Olympia in Dresden am Altmarkt 13, wo der Film am 20. Jänner 1917 gezeigt wurde.